# Ін-Салах (газове родовище)
Ін-Салах (газове родовище) – група газових родовищ в центральній частині алжирської Сахари, що розробляються за єдиним проектом.

## Загальна інформація
Ще в 1957 (за іншими даними – 1958) році було відкрити найпівнічніше родовище групи – Кречба. В подальшому до нього приєднались родовища Рег, Тегуентур (Teguentour), Гур-Махмуд (Gour Mahmoud), Гассі-Мумене (Hassi Moumene), Ін-Салах та Гарат-Ель-Банінат (Garat el-Baninat).
Основні поклади вуглеводнів пов’язані із пісковиками нижнього девону.
Видобувні запаси проекту Ін-Салах оцінили у 200 – 255 млрд м3.

## Розробка
В 1999 році спорудили коротку перемичку для подачі блакитного палива на ТЕС Айн-Салах. Втім, повномасштабна розробка стартувала лише в 2004-році із запуску групи північних родовищ – Кречба, Рег та Тегуентур, для чого спорудили установку підготовки Кречба та газопровід Кречба – Хассі-Р'Мель. Для реалізації цього масштабного проекту створили консорціум, учасниками якого з 2003-го були міжнародний нафтогазовий гігант BP (33,15%), норвезька Statoil (31,85%) та державна алжирська Sonatrach (35%).
Видобуток стартував з рівня 9 млрд м3 на рік, потім дещо знизився, але із запуском компресорних потужностей знову зріс та в 2013-му досягнув піку із показником понад 9 млрд м3. З плином часу запаси північної групи почали виснажуватись, тому в 2016-му для підтримки проектного рівня видобутку ввели в чотири південні родовища, що потребувало суттєвого розширення газотранспортної мережі установки Кречба.
Станом на 2021 рік залишкові видобувні запаси проекту оцінювались у 131 млрд м3, а видобуток в 2022-му склав 6 млрд м3.
Можливо також відзначити, що з 2012-го діє газопровід місцевого значення Айн-Салах – Аулеф.